# Eilífr kúlnasveinn
Eilífr kúlnasveinn est un scalde islandais du XIIe siècle ou du XIIIe siècle. 
De son œuvre, cinq fragments nous sont parvenus : d'une part, une strophe conservée dans le Quatrième traité grammatical, d'autre part, trois demi-strophes et un distique transmis par le Skáldskaparmál de Snorri Sturluson. Figurant dans la liste des kenningar désignant le Christ, il est généralement admis que les extraits cités par Snorri font partie d'un poème adressé au Christ (Kristsdrápa).
À part la possibilité qu'il ait été ecclésiastique, rien d'autre n'est connu de sa vie.
Son surnom, kúlnasveinn, signifie à peu près « jeune homme aux boules », ce qui pourrait s'appliquer à un servant d'église manipulant les perles de son chapelet pendant ses prières.